# Parachordodes capitosulcatus
Parachordodes capitosulcatus är en tagelmaskart som först beskrevs av Montgomery 1898.  Parachordodes capitosulcatus ingår i släktet Parachordodes och familjen Chordodidae. Inga underarter finns listade i Catalogue of Life.